# Zębiełek egipski
Zębiełek egipski (Crocidura floweri) – gatunek owadożernego ssaka z rodziny ryjówkowatych (Soricidae). Występuje endemicznie w Egipcie. Znany jedynie z Gizy i z południowego regionu Delty Nilu. Niewiele wiadomo na temat siedlisk i ekologii tego ssaka. Zmumifikowane szczątki znalezione w Egipcie zostały zidentyfikowane przez Heim de Balsaca i Meina jako C. floweri. W Czerwonej księdze gatunków zagrożonych Międzynarodowej Unii Ochrony Przyrody i Jej Zasobów został zaliczony do kategorii DD (niedostateczne dane). W 1962 roku uznano ten gatunek za prawdopodobnie wymarły, jednak w 1980 roku znaleziono szczątki tego ssaka w wypluwkach sowy.